# 枹罕郡
枹罕郡（ほうかん-ぐん）は、中国にかつて存在した郡。北周から隋代にかけて、現在の甘粛省臨夏回族自治州に設置された。

## 概要
北周のとき、枹罕郡が立てられた。枹罕郡は河州に属し、郡治は枹罕に置かれた。
583年（開皇3年）、隋が郡制を廃すると、枹罕郡は廃止されて、河州に編入された。607年（大業3年）に州が廃止されて郡が置かれると、河州は枹罕郡と改称された。枹罕郡は枹罕・大夏・竜支・水池の4県を管轄した。
619年（武徳2年）、唐が李軌を平定すると、枹罕郡は河州と改められ、枹罕郡の呼称は姿を消した。